# Coppa Italia 1993/94
Die Coppa Italia 1993/94, den Fußball-Pokalwettbewerb für Vereinsmannschaften in Italien der Saison 1993/94, gewann Sampdoria Genua. Sampdoria traf im Finale auf Ancona Calcio und konnte die Coppa Italia zum vierten und bis heute letzten Mal gewinnen. Mit 0:0 und 6:1 setzte sich Sampdoria Genua gegen den Außenseiter aus Ancona, damals Zweitligist, durch. Man wurde Nachfolger von Torino Calcio, das im Halbfinale gegen Ancona ausschied.
Als italienischer Pokalsieger nahm Sampdoria Genua in der nächsten Saison am Europapokal der Pokalsieger teil.

## 1. Runde
|                   | Ergebnis  |                      |
| ----------------- | --------- | -------------------- |
| Vicenza Calcio    | 1:0       | FC Modena            |
| AC Perugia        | 2:1       | CFC Genua            |
| SPAL Ferrara      | 1:2 n. V. | Cosenza Calcio       |
| Acireale Calcio   | 0:1       | Ascoli Calcio        |
| FC Giarre         | 0:2       | Ancona Calcio        |
| US Avellino       | 1:0       | AS Bari              |
| AC Florenz        | 2:0       | FC Empoli            |
| AC Monza Brianza  | 1:2       | AC Venedig           |
| US Palermo        | 2:1       | Hellas Verona        |
| FC Como           | 1:2       | Brescia Calcio       |
| Ravenna Calcio    | 0:1       | AC Cesena            |
| US Triestina      | 2:1       | Pescara Calcio       |
| FC Bologna        | 1:2       | Calcio Padova        |
| Fidelis Andria    | 0:2       | SC Pisa              |
| Salernitana Sport | 1:2       | Udinese Calcio       |
| FC Leffe          | 2:3       | AS Lucchese Libertas |

## 2. Runde
|                      | Gesamt |                  | Hinspiel | Rückspiel |
| -------------------- | ------ | ---------------- | -------- | --------- |
| AC Mailand           | 4:1    | Vicenza Calcio   | 3:0      | 1:1       |
| FC Piacenza          | 4:2    | AC Perugia       | 3:1      | 1:0       |
| Cosenza Calcio       | 2:6    | Atalanta Bergamo | 0:2      | 2:4       |
| Ascoli Calcio        | 1:3    | Torino Calcio    | 1:3      | 0:0       |
| SSC Neapel           | 2:3    | Ancona Calcio    | 0:0      | 2:3       |
| Lazio Rom            | 0:2    | US Avellino      | 0:2      | 0:0       |
| AC Florenz           | 3:0    | AC Reggiana      | 3:0      | 0:0       |
| Juventus Turin       | 4:5    | AC Venedig       | 1:1      | 3:4       |
| AC Parma             | 4:0    | US Palermo       | 2:0      | 2:0       |
| Brescia Calcio       | 4:2    | US Cremonese     | 2:2      | 2:0       |
| Cagliari Calcio      | 1:2    | AC Cesena        | 1:1      | 0:1       |
| Sampdoria Genua      | 3:1    | SC Pisa          | 0:0      | 3:1       |
| US Foggia            | 6:2    | US Triestina     | 2:2      | 4:0       |
| Calcio Padova        | 1:2    | AS Rom           | 1:1      | 0:1       |
| Udinese Calcio       | 4:3    | US Lecce         | 2:0      | 2:3       |
| AS Lucchese Libertas | 2:3    | Inter Mailand    | 2:1      | 0:2       |

## Achtelfinale
|                  | Gesamt          |                | Hinspiel | Rückspiel |
| ---------------- | --------------- | -------------- | -------- | --------- |
| AC Mailand       | 1:2             | FC Piacenza    | 1:1      | 0:1       |
| Atalanta Bergamo | 0:3             | Torino Calcio  | 0:3      | 0:0       |
| Ancona Calcio    | 3:2             | US Avellino    | 1:0      | 3:2       |
| AC Florenz       | 1:2             | AC Venedig     | 1:2      | 0:0       |
| AC Parma         | 4:3             | Brescia Calcio | 1:1      | 3:2       |
| AC Cesena        | 1:2             | US Foggia      | 1:0      | 0:2 n. V. |
| Sampdoria Genua  | 3:3 (7:6 i. E.) | AS Rom         | 2:1      | 1:2 n. V. |
| Udinese Calcio   | 1:2             | Inter Mailand  | 0:0      | 1:2       |

## Viertelfinale
|                 | Gesamt |               | Hinspiel | Rückspiel |
| --------------- | ------ | ------------- | -------- | --------- |
| FC Piacenza     | 3:4    | Torino Calcio | 2:2      | 1:2       |
| AC Venedig      | 0:2    | Ancona Calcio | 0:0      | 0:2       |
| US Foggia       | 1:9    | AC Parma      | 0:3      | 1:6       |
| Sampdoria Genua | 2:1    | Inter Mailand | 1:0      | 1:1       |

## Halbfinale
|                 | Gesamt |               | Hinspiel | Rückspiel |
| --------------- | ------ | ------------- | -------- | --------- |
| Ancona Calcio   | 1:0    | Torino Calcio | 1:0      | 0:0       |
| Sampdoria Genua | 3:1    | AC Parma      | 2:1      | 1:0       |

## Finale

### Hinspiel
| Ancona Calcio                               | Ancona Calcio | Sampdoria Genua | Sampdoria Genua |
| ------------------------------------------- | --- | --- | --------------- |
| Ancona Calcio                               | \| Finale \| \| 6. April 1994 in Ancona (Stadio del Conero) \| \| Ergebnis: 0:0 \| \| Schiedsrichter: Alfredo Trentalange \| | \| Finale \| \| 6. April 1994 in Ancona (Stadio del Conero) \| \| Ergebnis: 0:0 \| \| Schiedsrichter: Alfredo Trentalange \| | Sampdoria Genua |
| Ancona Calcio                               | Andrea Armellini – Sean Sogliano, Felice Centofanti, Marco Pecoraro Scanio, Salvatore Mazzarano, Miloš Glonek – Fabio Lupo, Andrea Bruniera (49. Nicola Caccia), Gianluca De Angelis – Massimo Agostini, Sebastiano Vecchiola Cheftrainer: Vincenzo Guerini | Gianluca Pagliuca – Giovanni Dall’Igna, Michele Serena, Pietro Vierchowod, Stefano Sacchetti – Alberigo Evani, Ruud Gullit, Attilio Lombardo, Vladimir Jugović (70. Giovanni Invernizzi), David Platt – Roberto Mancini Cheftrainer: Sven-Göran Eriksson ( Schweden) | Sampdoria Genua |
| Finale                                      | | |                 |
| 6. April 1994 in Ancona (Stadio del Conero) | | |                 |
| Ergebnis: 0:0                               | | |                 |
| Schiedsrichter: Alfredo Trentalange         | | |                 |

### Rückspiel
| Sampdoria Genua                               | Sampdoria Genua | Ancona Calcio | Ancona Calcio |
| --------------------------------------------- | --- | --- | ------------- |
| Sampdoria Genua                               | \| Finale \| \| 20. Mai 1994 in Genua (Stadio Luigi Ferraris) \| \| Ergebnis: 6:1 (0:0) \| \| Schiedsrichter: Luciano Luci \| | \| Finale \| \| 20. Mai 1994 in Genua (Stadio Luigi Ferraris) \| \| Ergebnis: 6:1 (0:0) \| \| Schiedsrichter: Luciano Luci \| | Ancona Calcio |
| Sampdoria Genua                               | Gianluca Pagliuca – Michele Serena, Pietro Vierchowod, Stefano Sacchetti (87. Moreno Mannini), Alberigo Evani – Giovanni Invernizzi, Ruud Gullit, Attilio Lombardo, Vladimir Jugović, David Platt – Mauro Bertarelli (87. Fausto Salsano) Cheftrainer: Sven-Göran Eriksson ( Schweden) | Alessandro Nista – Sean Sogliano, Stefano Fontana, Marco Pecoraro Scanio, Salvatore Mazzarano, Miloš Glonek – Fabio Lupo, Massimo Gadda (59. Nicola Caccia), Gianluca De Angelis (68. Andrea Bruniera) – Massimo Agostini, Sebastiano Vecchiola Cheftrainer: Vincenzo Guerini | Ancona Calcio |
| Sampdoria Genua                               | 1:0 Sebastiano Vecchiola (50., Eigentor) 2:0 Attilio Lombardo (58.) 3:0 Pietro Vierchowod (65.) 4:1 Attilio Lombardo (75.) 5:1 Mauro Bertarelli (80.) 6:1 Alberigo Evani (85.) | 3:1 Fabio Lupo (72.) | Ancona Calcio |
| Finale                                        | | |               |
| 20. Mai 1994 in Genua (Stadio Luigi Ferraris) | | |               |
| Ergebnis: 6:1 (0:0)                           | | |               |
| Schiedsrichter: Luciano Luci                  | | |               |